# Gianni Giovannelli
Giovanni Maria Enrico Giovannelli, detto Gianni (Olbia, 18 ottobre 1956), è un politico italiano, sindaco di Olbia dal 2007 al 2016.

## Biografia
Si diploma al Liceo Scientifico e riceve l'abilitazione professionale di spedizioniere doganale. È amministratore di società industriali.

### Carriera politica
Aderisce a Forza Italia fin dalla sua fondazione e assume la carica di consigliere regionale della Sardegna subentrando a un collega eletto alla Camera dei deputati nelle elezioni del 13 maggio 2001.
Resta in carica come consigliere regionale fino alla successiva scadenza elettorale della primavera 2004, quando, ricandidato al collegio regionale, non viene rieletto. Durante il mandato presenta 23 proposte di legge tra cui anche l'istituzione delle nuove province sarde.

#### Elezioni amministrative del 2007
Candidato alle elezioni comunali di Olbia, il 28 maggio 2007 viene eletto sindaco con il 66,9% delle preferenze.
Ottiene così, grazie al premio di maggioranza, 27 seggi per i suoi sostenitori contro i 13 dell'opposizione di centro sinistra.

#### Elezioni amministrative del 2011
Entrato in contrasto con la propria maggioranza - tra i cui consiglieri si trova l'ex sindaco olbiese Settimo Nizzi - si trova a fronteggiare una spinosa divisione nella sua stessa coalizione. Il 9 febbraio 2011, durante un consiglio comunale istituito per trovare delle soluzioni ad importanti problemi della città, la maggioranza non si presenta, aprendo ufficialmente la crisi. Nel corso di una conferenza stampa immediatamente successiva, Giovannelli straccia la sua tessera del partito e lancia un pesante j'accuse sulla sua "difficoltà nell'amministrare il comune" a causa delle ingerenze politiche che, a suo parere, avrebbero "intaccato l'operato di alcuni dirigenti degli uffici".
Il successivo 16 febbraio, 21 consiglieri presentano le dimissioni, facendo decadere automaticamente Giovannelli dalla carica di sindaco.
A seguito di tali vicende Giovannelli costituisce una coalizione civica allargata, nella quale confluiscono i partiti di centro-sinistra e di cui fanno parte: Polo per l'Italia (un nuovo partito formato da FLI, API, una componente dell'UDC e il Centro Politico Gallurese), Lista Civica Per Olbia, Italia Dei Valori, Lista Civica Pari Opportunità, Unione Popolare Cristiana, Sinistra Ecologia e Libertà ed il Partito Democratico. Con questa coalizione si presenta alle elezioni comunali del maggio 2011 venendo rieletto, al primo turno, alla carica di sindaco di Olbia con il 52,37% delle preferenze.